# Xenylla carolinensis
Xenylla carolinensis är en urinsektsart som beskrevs av John L. Wray 1946. Xenylla carolinensis ingår i släktet Xenylla och familjen Hypogastruridae. Inga underarter finns listade i Catalogue of Life.